# Chihuahuacirkeln
Chihuahuacirkeln (CC) är en svensk rasklubb för uppfödare, ägare och andra intresserade av hundrasen chihuahua.
Den är ansluten till specialklubben Svenska Dvärghundsklubben (SDHK) som i sin tur ligger under Svenska Kennelklubben.
Medlemmar i Chihuahuacirkeln får tidningen Chihuahuabladet 4 gånger per år och får dessutom delta i alla aktiviteter som anordnas av CC och SDHK.